# Anatolij Didenko
Anatolij Ołeksandrowycz Didenko, ukr. Анатолій Олександрович Діденко (ur. 9 czerwca 1982 w Mikołajowie) – ukraiński piłkarz, grający na pozycji napastnika, a wcześniej pomocnika.

## Kariera piłkarska

### Kariera klubowa
Wychowanek DJuSSz SK Mikołajów. Pierwszy trener - A.W.Summ. W 2000 rozpoczął karierę piłkarską w drugoligowej drużynie SK Mikołajów, który potem zmienił nazwę na MFK Mikołajów. Również występował w farm klubie Olimpija FK AES Jużnoukraińsk. Na początku 2003 wyjechał do Rosji, gdzie przez trzy lata bronił barw Amkara Perm. Na początku 2006 powrócił do Ukrainy, gdzie został piłkarzem Metalista Charków. W rundzie jesiennej sezonu 2007/2008 został wypożyczony do Zakarpattia Użhorod, a w rundzie jesiennej sezonu 2008/2009 do Zorii Ługańsk. W styczniu 2009 przeszedł do Czornomorca Odessa. Po zakończeniu sezonu 2014/15 opuścił odeski klub, a w lipcu 2015 został piłkarzem Wołyni Łuck. 10 lipca 2017 przeszedł do Żemczużyny Odessa. 17 lutego 2018 został zaproszony do FK Mariupol. W końcu maja 2018 opuścił mariupolski klub. 5 lipca 2018 wrócił do Czornomorca Odessa. 15 grudnia 2018 opuścił odeski klub.

## Sukcesy i odznaczenia

### Sukcesy klubowe
- brązowy medalista Mistrzostw Ukrainy: 2007, 2008
- mistrz Rosyjskiej Pierwszej Dywizji: 2003